# Multinacionalna bojna Vojne policije
Multinacionalna bojna Vojne policije (engl. NATO Multinational Military Police Battalion, kratica NATO MNMPBAT) višenacionalna je bojna vojne policije u sklopu NATO-a stvorena na inicijativu Poljske po uzoru na Europske snage brzog djelovanja trenutačno prisutne u BiH. Utemeljena je u Varšavi 22. lipnja 2007.
U sastavu NATO MNMPBAT-a sudjeluju oružane snage četiriju država članica:
- Poljska -  satnija vojne policije i grupa za potporu
- Češka - vod vojne policije i grupa za potporu
- Slovačka - vod vojne policije i grupa za potporu
- Hrvatska - vod vojne policije i grupa za potporu

Zapovjedništvo Multinacionalne bojne Vojne policije se nalazi u NATO-voj bazi u poljskom gradu Gliwicama. Zapovjedna struktura bojne je organizirana po standardima NATO saveza, operativni jezik je engleski.
Uz standardne zadaće vojne policije, glavne zadaće ovih postrojbi u području operacija su:
- uhićenje i sprovođenje počinitelja kaznenih djela, osiguranje mjesta događaja i materijalnih tragova, kao i sudjelovanje u pripremnim procesnim radnjama tužiteljstva, u domeni učinkovite borbe protiv terorizma,
- provođenje mjera provedbe zakona, te posjedovanje u pripravnosti snaga za brzi odgovor, sposobne odgovoriti na različite scenarije ugroza koristeći između ostalog i ne-ubojita oružja,
- provođenje preventivnih policijskih operacija, nadzora i održavanja discipline, zakona i javnog reda,
- prikupljanje informacija, provođenje vojno policijskih obavještajnih operacija te izvida nad počiniteljima kaznenih djela i prekršaja.

## Vanjske poveznice
- Multinacionalna bojna Vojne policije za potrebe NATO-a, poljska inicijativa od 2002. godine[neaktivna poveznica]
- Poljska vojna žandarmerija  Arhivirana inačica izvorne stranice od 18. siječnja 2009. (Wayback Machine)
- Military Review  Arhivirana inačica izvorne stranice od 3. rujna 2008. (Wayback Machine) PDF